# Алберт Бенбасат
Алберт Нисим Бенбасат е български историк на книгата и издател.

## Биография
Роден е в София. Завършва специалността „Българска филология“ във Факултет „Славянски филологии“ на Софийския университет „Св. Климент Охридски“ през 1975 г. За кратко време учителства в село Смирненски (днес област Монтана) през учебната 1975-1976 година, след което става уредник в Националния музей на българската литература (1976-1986). Чете лекции във Великотърновския университет „Св. св. Кирил и Методий“. Завеждащ редакция в издателството на Софийския университет (1986-1991) и (1995-2000). Издател и редактор на списание и библиотека „Критика“ (от 1999). Директор на Националния център за музеи, галерии и изобразителни изкуства в Министерството на културата (1991-1995), а по-късно Началник управление със същото название в министерството (1997-1999). Доктор по журналистика с дисертация на тема „Българският литературен ерос“ (1998). Основател и първи председател на Българския национален комитет на ИКОМ – Международния съвет на музеите (1999-2005). Доцент по книгоиздаване във Факултета по журналистика и масови комуникации в СУ „Св. Климент Охридски“ (от 2001) и професор (от 2010).
Председател на журито на националната награда за съвременна българска художествена проза „Хеликон“ през 2019 г.

## Награди
- „Южна пролет“ – за сборника с литературно-критически статии „Критически срещи в минало и сегашно време“ (1993)

### Монографии
- Еротиката у Кирил Христов. София: Университетско издателство „Св. Кл. Охридски“, 1995, 104 с.
- Еротичният жизненотворчески роман на Андрей Протич. 1997.
- Българска еротиада. София: Издателско ателие Аб, 1998, 164 с.
- Литературни приключения. Велико Търново: Слово, 2001.
- Книгата като тяло и като дух. В. Търново: Университетско издателство „Св. св. Кирил и Методий“, 2004, 164 с.
- „Европеецът“ Бай Ганю и светлият мит за Щастливеца. София: ЛИК, 2005, 120 с.
- По въпроса за книгата. София: Университетско издателство „Св. Кл. Охридски“, 2008, 356 с.
- Банкноти и мечти между кориците. София: Сиела, 2011, 420 с.
- Алиса в дигиталния свят. По въпроса за книгата през XXI век. София: Кралица Маб, 2013, 124 с. ISBN 978-954-533-123-7

### По-важни студии и статии
- Музеите // Алманах България ХХ век. София, 2000.
- Еротика и порнография // Страница (Пловдив), 2001, № 3.
- За ползата и вредата от издаването на нацистка литература // Литературен вестник, № 14, 10–16 април 2002.
- Още за книгоиздателя Гео Милев // Издател, 2003, № 3.
- Личната библиотека – начин на живеене или доизживяване // Критика, 2003, № 3–4.
- Книгата като събитие. Първата антология на българската поезия // Издател, 2003, № 4.
- Редактиране; Редактор; Редакционно-издателски процеси; Литературнохудожествени издания // Българска книга: Енциклопедия. София, 2004, 508 с.
- Праворазбраната комерсиализация. Или за началото на българското масово книгоиздаване. // Библиотеки, четене комуникации (Съдбата на българската книга): Сборник. В. Търново: Унив. издателство „Св. св. Кирил и Методий“, 2005, с. 62–74.
- Управляващите ни не обичат книгите. // Култура, № 28 (2423), 20, юли 2006, с. 3.
- Посттоталитарни трансформации в българското книгоиздаване до средата на 90-те години. // България в Европа – 2007. Международна научно-практическа конференция, 2-4 юни 2006 г. Сборник. София: ГорексПрес, 2006, с. 448–457.
- (Лъже)жълтата преса в България. // Print-Pack Magazine, 2006, № 5, с. 22–24.
- Цензурата върху книгата. // Електронно издателство LiterNet, 19 март 2005.

### Съставителство и предговори на книги
- Веселин Ханчев. Жив съм. Избрана лирика. Състав. и послеслов Алберт Бенбасат. Нова бълг. библиотека. Велико Търново: Слово, 2001.
- Дора Габе. Добруджанка. Избрана лирика. Състав. и послеслов Алберт Бенбасат. Библ. „Български поети за земята“. София: Издателско ателие Аб, 2002.
- Цанко Церковски. Полски песни. Избрана лирика. Състав. и послеслов Алберт Бенбасат. Библ. „Български поети за земята“. София: Издателско ателие Аб, 2003.
- Бизнес среда в книгоиздаването и книготърговията: Сборник. Състав. Алберт Бенбасат. София: ФЖМК, 2005.